# Il danno (Josephine Hart)
Damage è un romanzo del 1991 di Josephine Hart su un politico britannico che, nel fiore degli anni, provoca la sua rovina attraverso una relazione inappropriata. È stato adattato in un film con lo stesso titolo da Louis Malle nel 1992, interpretato da Jeremy Irons e Juliette Binoche.

## Trama
Per un medico senza nome diventato politico la promozione da membro del Parlamento a membro del Gabinetto è imminente. Proprio in quel momento al parlamentare viene casualmente presentata l'enigmatica fidanzata di suo figlio, Anna. L'uomo si innamora disperatamente di lei. Martyn, suo figlio, non ha idea che suo padre stia avendo una relazione extraconiugale con la sua fidanzata e Anna non sembra preoccuparsi di essere la compagna di un uomo e allo stesso tempo l'amante di suo padre. Il parlamentare gode di un breve periodo di felicità sessuale, incontrando Anna in varie città europee e facendo sesso con lei in posti improbabili. Alla fine, compra per loro un piccolo appartamento nel centro di Londra dove potersi incontrare regolarmente.
Il giorno prima del suo matrimonio il patrigno di Anna, a cui lei è rimasta affezionata, ha un attacco di cuore. Martyn la cerca per avvisarla e in casa trova l'indirizzo dell'appartamento segreto. Sale fino all'ultimo piano, apre la porta dell'appartamento e rimane sconvolto nel vedere suo padre a letto con la fidanzata. Stordito e completamente confuso, cade all'indietro e precipita dalle scale. Il padre, nudo, scende le scale fino al piano terra, dove trova Martyn morto sul colpo.

## Critica
L'opera ha ricevuto un'accoglienza positiva ed è stato definito "un romanzo scarno e onirico... ellittico, inquietante".

## Opere derivate
- Dal romanzo è stata tratta l'opera Damage, an Opera in Seven Meals del compositore greco Kharálampos Goyós, presentata per la prima volta come parte del Festival di Atene nel 2008.[2]
- Un secondo adattamento per lo schermo è uscito nell'aprile 2023 come una serie in quattro puntate per Netflix, con il titolo Obsession.[3][4]

## Edizioni
- Josephine Hart, Il danno, Chatto & Windus, 1º marzo 1991, ISBN 978-0701137304.
- Josephine Hart, Il danno, Alfred a Knopf Inc, 18 marzo 1991, ISBN 978-0679401353.